# Kit Harington
Christopher Catesby "Kit" Harington  (Worcester, 26 de desembre de 1986) és un actor de cinema, televisió i teatre anglès.

## Biografia
La seva mare és autora d'obres de teatre; el seu pare és el propietari d'una llibreria.

Diu que:
| « | Òbviament un gran paper en el cinema o en la televisió és quelcom meravellós, però en essència sóc un actor teatral i açò és el que m'encanta fer. | » |

## Debut professional
No sempre l'interessà la interpretació, i d'infant assegura que volia ser càmera, corresponsal de guerra o periodista, fins que el cuquet de la interpretació es creuà en el seu camí i el portà a estudiar art dramàtic i teatre en el Worcester Sith Form College, per a després matricular-se en el Central School of Speech and Drama, de la que es graduà el 2008. Mentre estudiava allà aconseguí el paper de central en l'obra War Hors, que Spielberg va portar al cinema. En el cinema s'estrenà el 2012 amb Silent Hill: Revelation.

## Carrera

### 2011 - actualitat: Game of Thrones i papers al cinema
Després de War Horse, Harington va fer una audició per interpretar Jon Neu a la sèrie de televisió Game of Thrones i va aconseguir el paper. La sèrie es va estrenar el 2011 i va ser molt ben rebuda per la crítica, per la qual cosa va ser renovada ràpidament per una segona temporada. El seu paper es grava majoritàriament a Islàndia i Irlanda del Nord. La sèrie va ser renovada per una setena temporada, que es va estrenar el 16 de juliol de 2017, i s'acabarà amb la vuitena temporada el 2018/19. Game of Thrones té lloc als continents ficticis de Ponent i Essos i narra les lluites de poder entre famílies nobles mentre lluiten per controlar el Tron de Ferro dels Set Regnes. Jon Neu és presentat com el fill bord de Ned Stark, el senyor honorable d'Hivèrnia, una antiga fortalesa al Nord del continent fictici de Ponent.
Harington ha rebut elogis per la seva interpretació. El 2012 va ser nominat per al Premi Saturn al Millor Actor Secundari de Televisió pel paper de Jon Neu. El 2016 Harington va ser nominat pel Primetime Emmy al millor actor secundari en sèrie dramàtica. Va dir: "És una gran subestimació dir que estic sorprès... Per la meva feina a Game of Thrones ser reconegut d'aquesta manera és molt emocionant per mi. No podria estar més honrat." El 2017 Harington va convertir-se en un dels actors de televisió més ben pagats, guanyant 2 milions de ₤ per episodi de Game of Thrones (segons els percentatges compartits dels pagaments sindicals).

## Premis
Nominat al millor repartiment de televisió junt als seus companys de Game of Thrones pel Screen Actors Guild el 2012. Nominat per un Saturn al millor actor de repartiment per la mateixa sèrie el mateix any. El 2013 va guanyar el Premi Young Hollywood Award for Actor of the Year.

## Vida personal

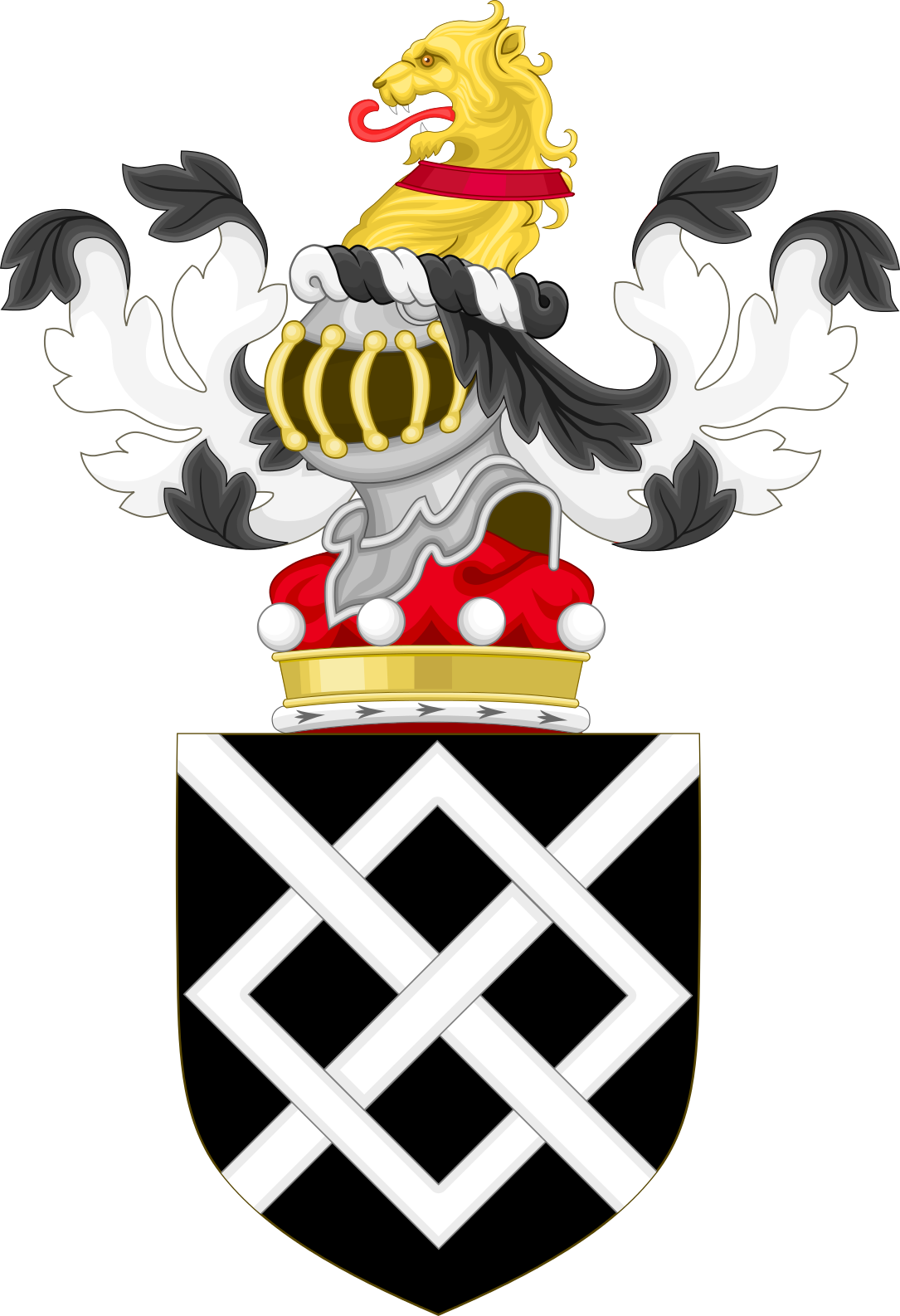
Escut d'Armes del Baró Harington

Harington es va tornar a traslladar a Londres el 2006 i ha viscut a Islington des d'aleshores. El 2017 va comprar una casa del segle xv valorada en 1,75 milions de ₤ al poble de Brettenham, Suffolk.
Harington va començar una relació intermitent amb la co-protagonista de Game of Thrones el 2012. Van anunciar el seu compromís a la secció "Forthcoming Marriages" del diari britànic The Times el 27 de setembre de 2017. El 23 de juny de 2018 es van casar a l'església Rayne a Aberdeenshire, Escòcia, i després van oferir una recepció al castell Wardhill, construït el segle xii i propietat de la família de Leslie. Hi hagueren més de 200 convidats, incloent-hi co-protagonistes de Game of Thrones com ara Peter Dinklage, Emilia Clarke, Maisie Williams i Sophie Turner, així com dos membres de Mumford & Sons, Malin Åkerman i Ben Aldridge.

## Filmografia bàsica
- Game of Thrones (2011-2019)
- Silent Hill: Revelation (2012)
- Com ensinistrar un drac (How to Train Your Dragon) (veu) (2012)
- The Seventh Son (2013)
- Pompeii (2013)
- Com ensinistrar un drac 2 (2014)
- Testament of Youth (2014)
- Seventh Son (2015)
- Spooks: The Greater Good (2015)
- 7 Days in Hell (telefilm) (2015)
- Brimstone (2016) com a Samuel
- Gunpowder (minisèrie de televisió) (2017)
- The Death and Life of John F. Donovan (2018)
- Com ensinistrar un drac 3 (veu) (2019)[19]
- Eternals (2021)